# Let Birgenair 301
Let Birgenair 301 je bio charter let Alas Nacionalesa koji je 6. veljače 1996. trebao prevesti 176 putnika i 13 članova posade iz Puerto Plate u Dominikanskoj Republici u Frankfurt u Njemačku, sa stajanjima u Ganderu, Kanadi i Berlinu, Njemačkoj. Zrakoplov je bio Boeing 757 u vlasništvu turskog prijevoznika Birgenair. Većina putnika bili su Nijemci koji su se vraćali s odmora, a posada je bila turske narodnosti. Na letu je bilo i 9 Poljaka.
5 minuta nakon polijetanja let se srušio u more 26 km od Puerto Plate, ubivši svih 189-ero ljudi u avionu.

## Posada
Uz 10 članova kabinske posade, na letu su bila 3 pilota. Kapetan je bio 62-godišnji Ahmet Erdem, kopilot 34-godišnji Aykut Gergin i zamjenski pilot, 51-godišnji Muhlis Evrenesoğlu.

## Let
Još prilikom rulanja na pisti, kapetan je primijetio da njegov indikator zračne brzine ne radi. Ipak, nije zaustavio let već je zrakoplov normalno poletio u 23:42.
Nakon što su se popeli na 2500 stopa, prebačeni su na frekvenciju glavne kontrole leta u Santa Domingu, gdje su dobili instrukciju da se popnu na razinu leta 280 (28 000 stopa).
1 minutu i 30 sekundi, upaljen je autopilot. Međutim, 10-ak sekundi poslije, zrakoplov daje daje dva upozorenja: "Rudder ratio", "Mach airspeed trim". U međuvremenu, posada je postajala sve zbunjenija jer je kapetanov indikator brzine, koji je bio pokvaren, pokazivao brzinu od 300 čvorova koja se povećava dok je indikator brzine prvog časnika, koji je bio ispravan, pokazivao brzinu od 220 čvorova što se smanjuje.
Nesvjesna ikakvih problema, kontrola leta nalaže letu 301 da prijavi prolazak navigacijske točke "POKEG", što je posada potvrdila.
Kapetan je potom pretpostavio da su oba indikatora u krivu po pitanju brzine, što nije bilo istina. Nedugo nakon toga odlučio je pregledati osigurače. Nakon što je izvukao osigurač, pojavilo se upozorenje o prevelikoj brzini. To također nije istina, jer je autopilot koristio podatke iz pokvarenog indikatora brzine koji je pokazivao skoro 350 čvorova, dok je ispravan indikator pokazivao ispod 200 čvorova. Nakon što je izvukao drugi osigurač da utiša upozorenje, brzina po pokvarenom indikatoru dosegnula je 350 čvorova i nastavila se povećavati, iako je u tom trenutku stvarna brzina bila oko 197 čvorova. Zbunjen, i vjerujući da zrakoplov leti prebrzo, kapetan odlučuje smanjiti potisak motora.
Ovaj potez je bacio zrakoplov na rub sloma uzgona i odmah aktivirao upozorenje koje trese palicu aviona, što je znak da situacija zahtjeva trenutnu reakciju. Međutim, kako iste nije bilo, zrakoplov je počeo padati, a putanja je postala nestabilna. Potom se i sam zrakoplov počeo tresti. Kontrola leta, i dalje nesvjesna problema, nazvala je let 301, ali je prvi časnik odogovorio "Standby" (pričekajte). Prvi časnik i zamjenski pilot, svjesni ozbiljnosti situacije, davali su kapetanu prijedloge kako riješiti novonastali problem, ali ih je zbunjeni kapetan ignorirao. Nakon toga je konačno pojačan potisak motora, ali nos zrakoplova je bio visoko podignut. Osim što je to sprječavalo oporavak od sloma uzgona, to je sprječavalo dolazak dovoljne količine zraka u motore. Zbog toga se lijevi motor zrakopolova ugasio, a isti, sa slomljenim uzgonom, počeo se okretati i naglo padati. 8 sekundi prije pada oglasilo se upozorenje GPWS (to znači da je zrakoplov preblizu tlu) i bilo aktivno sve do trenutka pada.
Potom se u 23:47 zrakoplov srušio u Atlantski ocean, 26 km od Puerto Plate, mjesta polijetanja. Svi u zrakoplovu (176 putnika, 13 članova posade, ukupno 189 ljudi), trenutno su poginuli.

## Istraga i uzrok nesreće
Mjesto pada je veoma brzo identificirano, a nekoliko sati nakon pada i tijela poginulih su počela izranjati. 
Olupina zrakoplova se nalazi na preko 2000 m dubine. Iz olupine su izvučene obje crne kutije, snimač podataka leta (FDR) i snimač glasova u kokpitu (CVR).
Kao uzrok nesreće naveden je začepljenje pitot-cijevi zrakoplova s kapetanove strane, a pitot-cijevi mjere brzinu, jer su pitot-cijevi bile dva tjedna, koliko je zrakoplov stajao nekorišten, nepokrivene zaštitom, pa ih je lako nešto moglo začepiti.
Ipak, nesreća se mogla spriječiti da je kapetan zaustavio let nakon što je vidio kvar, što je mogao, ali nije.
Nakon toga, tijekom leta, višestruka kontradiktorna upozorenja dovela su do toga da je kapetan povjerovao pokvarenome indikatoru brzine da leti prebrzo, a što nije bilo istina. To je zrakoplov dovelo do sloma uzgona. 
Nikada nije sa sigurnošću potvrđeno što je začepilo pitot-cijevi, jer iste nikad nisu pronađene u olupini. Ipak smatra se da je riječ o osama, jer su pitot cijevi oblika tube, a upravo u i na takvim oblicima ose grade svoja gnijezda, a osim toga, to je već bio zabilježeni problem u području Dominikanske Republike.

## Poslije
Nakon nesreće, Birgenair je stekao vrlo negativnu reputaciju, koja je kulminirala naglim otkazivanjem mnogih rezervacija. Kao posljedica toga, tvrtka je bankrotirala u listopadu 1996.
Spomenici padu zrakoplova i žrtvama tog događaja nalaze se u Puerto Plati i Frankfurtu, polazištu i odredištu leta.